# Kínai történet 3.
A Kínai történet 3. (kínaiul: 黃飛鴻之三獅王爭霸, pinjin: Huáng Fēihǒng zhē sān Shīwáng zhēngbà, magyaros átírással: Huang Fej-hung csö szan Sivang csenpa) 1993-ban bemutatott hongkongi harcművészeti film, melyben Jet Li újra Huang Fej-hung (Wong Fei-hung) szerepében látható. A film a Kínai történet és a Kínai történet 2. folytatása, Tsui Hark rendezésében.

## Történet
Huang Fej-hung (Wong Fei-hung) (Jet Li) Pekingbe utazik édesapjához látogatóba, és mert be szeretné mutatni jegyesét, Yit (Rosamund Kwan). Egy ellenséges iskola vezetője veréssel próbálja meg apját rákényszeríteni arra, hogy visszavonuljon az Oroszlántánc-versenytől, ráadásul közben menyasszonyának orosz csábítója akad.

## Szereplők
- Jet Li mint Wong Fei-hung
- Rosamund Kwan mint Siu-kwan (a magyar szinkronban Yi)
- Max Mok mint Leung Foon
- Hung Yan-yan mint Clubfoot
- John Wakefield mint Tomanovsky
- Lau Shun mint Wong Kei-ying
- Chiu Chin mint Chiu Tin-bak
- Wong Tak-yan as Yan
- Meng Jin
- Ge Cunzhuang